# HD88241
HD88241 — хімічно пекулярна зоря спектрального класу F0, що має видиму зоряну величину в смузі V приблизно  8,6.
Вона  розташована на відстані близько 763,8 світлових років від Сонця.

## Пекулярний хімічний склад
Зоряна атмосфера HD88241 має підвищений вміст 
Eu
.